# Sittiparus olivaceus
El carbonero de Iriomote (Sittiparus olivaceus) es una especie de ave paseriforme de la familia Paridae endémica de las islas Yaeyama, al sur oeste del archipiélago japonés. Su nombre alude a Iriomote la isla principal del grupo.
El carbonero de Iriomote fue descrito por el ornitólogo japonés Nagamichi Kuroda en 1923 como una especie del carbonero variado, Sittiparus varius olivaceus. En 2014 pasó a considerarse una especie separada a causa de un estudio filogenético. El carbonero de Iriomote se diferencia del carbonero variado por tener la espalda de tono verdoso.